# Hubert Schwab (Radsportler)
Hubert Schwab (* 5. April 1982 in Bottmingen) ist ein ehemaliger Schweizer Radrennfahrer.

## Laufbahn als Radrennfahrer
Schwab wurde 2004 Schweizer Meister im Strassenrennen der U23-Fahrer. Daraufhin bekam er einen Platz im Schweizer Continental Team Saeco-Romer’s-Wetzikon für die Saison 2005 und gewann im selben Jahr eine Etappe der Vuelta a Navarra. 2006 wechselte Schwab zum belgischen ProTeam Quick Step-Innergetic. Dort blieb er für vier Jahre, bevor er 2010 zunächst zum österreichischen Vorarlberg-Corratec-Team und am 1. Juli zum Continental-Team Price-Custom Bikes wechselte. Zum Ende der Saison 2010 beendete Hubert Schwab seine Karriere nach nur sechs Jahren als Profi-Radsportler.

## Tätigkeit als Trainer
Zum 1. Januar 2012 wurde Hubert Schwab vom Schweizer Radsportverband Swiss Cycling als neuer U23-Strassen-Nationaltrainer berufen.

## Erfolge
2004
- Schweizer Meister – Strassenrennen (U23)

2005
- eine Etappe Vuelta a Navarra

## Teams
- 2005 Saeco-Romer’s-Wetzikon
- 2006 Quick Step-Innergetic
- 2007 Quick Step-Innergetic
- 2008 Quick Step
- 2009 Quick Step
- 2010 Vorarlberg-Corratec (bis 30.06.)
- 2010 Price-Custom Bikes (ab 01.07.)